# Bennett (Colorado)
Bennett és una població dels Estats Units a l'estat de Colorado. Segons el cens del 2000 tenia 2.021 habitants.

## Demografia
Segons el cens del 2000, Bennett tenia 2.021 habitants, 715 habitatges, i 539 famílies. La densitat de població era de 251,7 habitants per km².
Dels 715 habitatges en un 49,2% hi vivien nens de menys de 18 anys, en un 58,3% hi vivien parelles casades, en un 10,9% dones solteres, i en un 24,5% no eren unitats familiars. En el 21% dels habitatges hi vivien persones soles el 6,7% de les quals corresponia a persones de 65 anys o més que vivien soles. El nombre mitjà de persones vivint en cada habitatge era de 2,83 i el nombre mitjà de persones que vivien en cada família era de 3,3.
Per edats la població es repartia de la següent manera: un 34,5% tenia menys de 18 anys, un 7% entre 18 i 24, un 34,7% entre 25 i 44, un 18,1% de 45 a 60 i un 5,6% 65 anys o més.
L'edat mediana era de 31 anys. Per cada 100 dones de 18 o més anys hi havia 97,8 homes.
La renda mediana per habitatge era de 46.600 $ i la renda mediana per família de 50.881 $. Els homes tenien una renda mediana de 38.672 $ mentre que les dones 26.354 $. La renda per capita de la població era de 17.905 $. Entorn del 3,7% de les famílies i el 5,8% de la població estaven per davall del llindar de pobresa.

## Poblacions més properes
El següent diagrama mostra les poblacions més properes.